# Biras
Biras település Franciaországban, Dordogne megyében. Lakosainak száma 715 fő (2022. január 1.). Biras Bourdeilles, Bussac, Château-l’Évêque, Brantôme en Périgord és Brantôme-en-Périgord községekkel határos.

## Népesség
A település népességének változása:
| Lakosok száma | 344  | 354  | 362  | 493  | 599  | 664  | 664  | 664  | 681  | 715  |
|               | 1968 | 1982 | 1999 | 2006 | 2011 | 2015 | 2017 | 2018 | 2020 | 2022 |